# Cristoforo Martinolio
Cristoforo Martinolio detto Il Rocca (Roccapietra, 1599 circa – prima del 1662) è stato un pittore italiano, attivo in Valsesia nel XVII secolo.

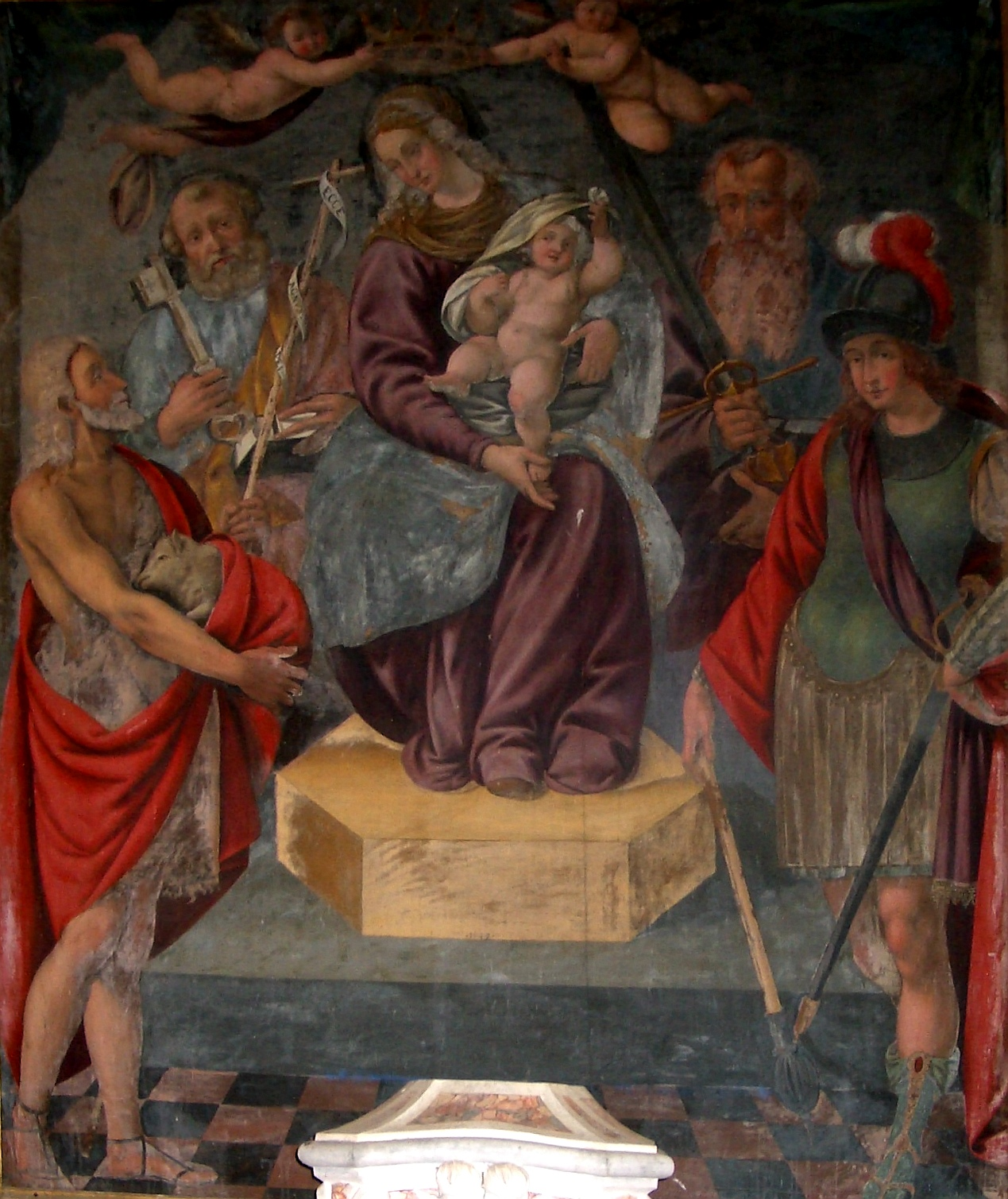
Cristoforo Martinolio, Madonna in trono col Bambino ed i santi Pietro, Paolo, Giovanni Battista, Defendente, Boccioleto fraz. Ronchi, oratorio della Madonna delle Grazie

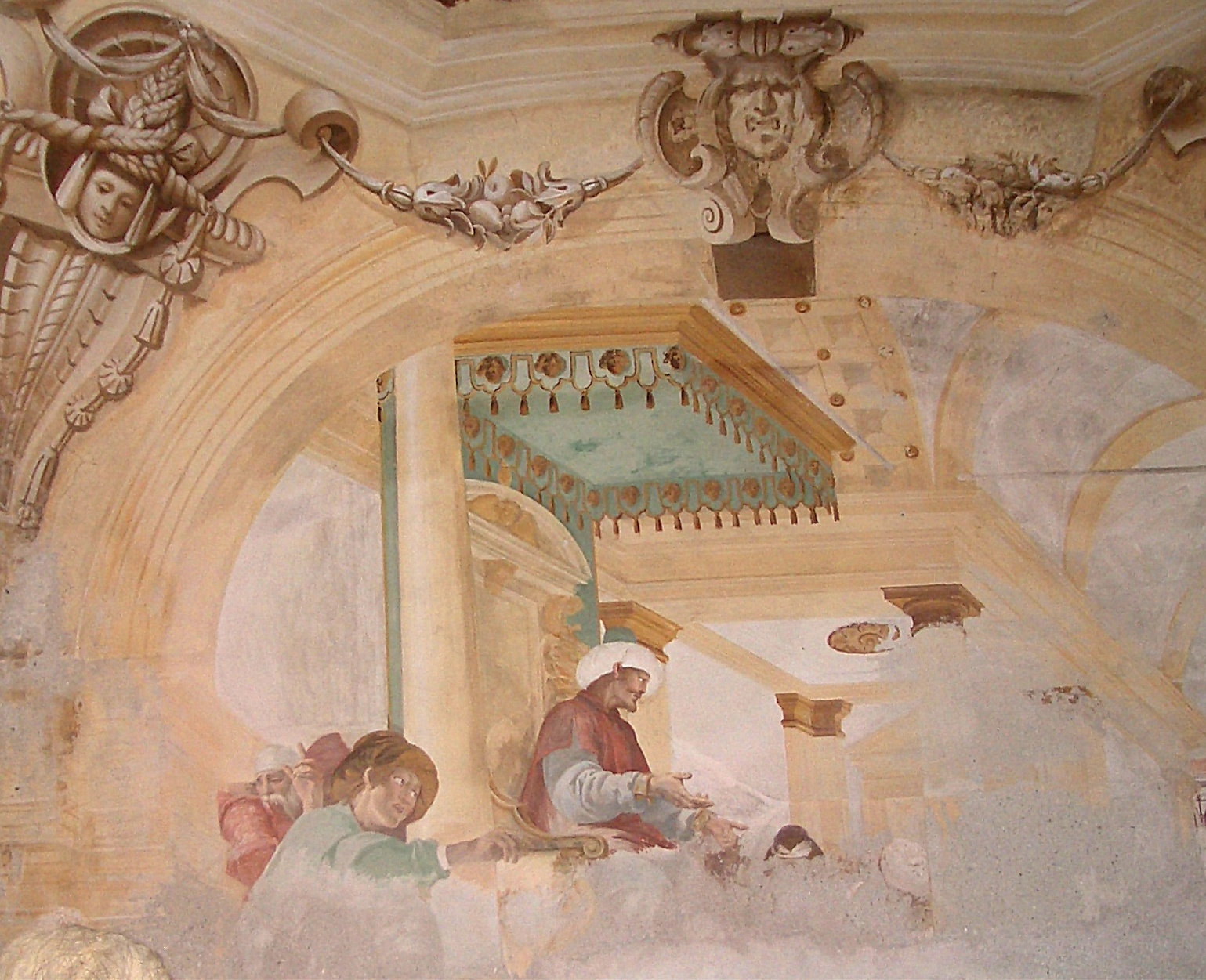
Sacro Monte di Varallo, Affreschi della cappella della Flagellazione)

Cristoforo Martinolio fa parte della schiera di pittori valsesiani che furono attivi in quello straordinario cantiere che fu il Sacro Monte di Varallo dove era possibile apprendere e perfezionare l'arte del dipingere a contatto con i più celebri pittori lombardi del tempo. Egli crebbe nella sua arte assimilando i modi stilistici di Pier Francesco Mazzucchelli detto il Morazzone.
Fu attivo al Sacro Monte nei periodi 1620-23 e 1640-42; troviamo suoi affreschi nelle cappelle XV (Il paralitico risanato), XXX (La flagellazione), XXV (Cristo al tribunale di Caifas)
Apprezzata per la sua poetica manieristica, incentrata su di un patetismo misurato, l'opera di Cristoforo Martinolio fu molto richiesta nelle parrocchiali e negli oratori della Valsesia. Troviamo sue tele nella parrocchiale dei Ss. Pietro e Paolo a Borgosesia (dove troviamo, tra le altre tele, un Battesimo di Cristo), nella collegiata di San Gaudenzio a Varallo (per la quale realizzò dodici quadri raffiguranti episodi della Vita della Vergine), nell'oratorio della Madonna delle Grazie a Boccioleto, frazione Ronchi (Madonna in trono tra figure di Santi). 

Gli sono attribuiti gli affreschi della facciata dell'oratorio delle Giavinelle nel comune di Rossa (con una Annunciazione figure di santi e scene del Miracolo della Neve) come pure quelli posti nel coro della parrocchiale di San Lorenzo a Cellio (Scene dell'Inventio Crucis)
Fu attivo anche al Sacro Monte di Orta nel 1640 ove affrescò la cappella VIII (Visione del carro del fuoco). 
Altri suoi affreschi sono conservati nella chiesa parrocchiale di San Martino ad Ispra.
La data di morte è ignota ma antecedente al 16 febbraio 1662, data di un atti di vendita concluso dalla vedova.

## Opere
Fra le opere:
- 1612 - Madonna con Bambino e santi Grato, Pietro, Defendente, Carlo, olio su tela, 250x170, oratorio di San Grato di Montrigone, Borgosesia
- 1616 - La Vergine incoronata da Dio Padre e i santi Francesco e Rocco e Storie mariane, olio su tela, 40x25, chiesa di Santa Maria del Boggio, Gozzano
- 1620 - Flagellazione, affresco, Cappella 30, Sacro Monte di Varallo, Varallo
- 1621 - Maria Immacolata con Santa Caterina e San Nicola, olio su tela, 210x131, chiesa di Santa Maria a Cireggio, Omegna
- 1621-24 - Gesù guarisce il paralitico, affresco, Cappella 15, Sacro Monte di Varallo, Varallo
- 1623 - Storie di San Giovanni Battista, affreschi della cappella battesimale, Chiesa di San Giovanni Battista, Gozzano
- 1624 - Madonna con Bambino e santi Defendente e Lorenzo, olio su tela, 197x150, Chiesa di San Defendente al Bosco, Cellio
- pre 1628 - Battesimo di Gesù, olio su tela, 300x180, Chiesa dei Santi Pietro e Paolo, Borgosesia
- pre 1628 - Deposizione dalla Croce, olio su tela, 300x180, Chiesa dei Santi Pietro e Paolo, Borgosesia
- post 1628 - Storie di San Carlo, dipinti su lamina, 6 da 55x55 e 8 50x40, Chiesa dei Santi Pietro e Paolo, Borgosesia
- post 1628 - Misteri del Rosario, affreschi, Cappella del Rosario, Chiesa dei Santi Pietro e Paolo, Borgosesia
- post 1628 - Madonna del Rosario, olio su tela, 320x175, Chiesa parrocchiale di San Maurizio, Maurizio D'Opaglio
- 1635 - Storie della Vergine, olio su tavola, 15x30, all'interno dell'ancona, oratorio della Madonna della Neve, Rossa Giavinelle
- 1637 - Santissima Trinità e santi Giacomo e Filippo, affresco sulla facciata, chiesa di San Giacomo, Varallo
- 1640 - Madonna Incoronata dagli angeli e santi Ambrogio e Bernardino, olio su tela, 200x155, oratorio di San Bernardino, Omegna
- 1640 - Apparizioni di San Francesco, affreschi, cappella 8, Sacro Monte di Orta
- 1642 - Madonna in trono, San Gregorio taumaturgo, San Cristoforo, affreschi, Chiesa parrocchiale di San Bononio, Doccio
- 1642 - Gesù davanti al tribunale di Caifa, affreschi, cappella 25, Sacro Monte di Varallo, Varallo
- Santa Barbara, olio su tela, 160x120, Museo civico di Novara
- Santi Quirico e Giulitta, affresco, oratorio dei Santi Quirico e Giulitta, Boccioleto,
- Pentimento di Pietro, affreschi, cappella 26, Sacro Monte di Varallo, Varallo